# 顺容
顺容是中國後宮嬪御等級之一，始見於中國隋朝。
隋炀帝置顺容，为皇帝之妾九嫔之二，正二品。唐朝不置。北宋初年也不置顺容，宋真宗大中祥符六年（1013年）置为内命妇之一，在顺仪之下、婉仪之上，从一品。